# John Goldsmith
John Goldsmith   (1951) és un professor de la Universitat de Chicago, amb càrrecs en lingüística i informàtica.
Va estudiar a la Universitat de Swarthmore, on va obtenir la seva llicenciatura el 1972, i a l'MIT, on va completar el seu doctorat en Lingüística a càrrec de Morris Halle el 1976. Va formar part del professorat del Departament de Lingüística de la Universitat d'Indiana, abans d'unir-se a la Universitat de Chicago el 1984. També ha impartit classes als Instituts Lingüístics de la LSA i ha realitzat visites a McGill, Harvard i UCSD, entre d'altres. El 2007, Goldsmith va ser escollit membre de l'Acadèmia Americana de les Arts i les Ciències.
La recerca de Goldsmith va des de la fonologia fins a la lingüística computacional. La seva tesi doctoral va introduir la fonologia autosegmental, que considera els fenòmens fonològics com una col·lecció de nivells paral·lels amb segments individuals que representen determinades característiques de la parla. Les seves investigacions recents s'ocupen de l'aprenentatge no supervisat de l'estructura lingüística (especialment exemplificat pel seu projecte Linguistica, un cos de programari que intenta analitzar automàticament la morfologia d'un llenguatge), així com en l'extensió dels algorismes de lingüística computacional a la bioinformàtica.

## Llibres
- John A Goldsmith, Bernard Laks, Battle in the Mind Fields, University of Chicago Press, 2018